# Blackfjälltjärnarna
Blackfjälltjärnarna är en sjö i Strömsunds kommun i Jämtland och ingår i Ångermanälvens huvudavrinningsområde. Sjön har en area på 0,0331 kvadratkilometer och ligger 688,7 meter över havet.

## Delavrinningsområde
Blackfjälltjärnarna ingår i det delavrinningsområde (716776-147342) som SMHI kallar för Mynnar i Lillsjön. Medelhöjden är 601 meter över havet och ytan är 9,39 kvadratkilometer. Det finns inga avrinningsområden uppströms utan avrinningsområdet är högsta punkten. Vattendraget som avvattnar avrinningsområdet har biflödesordning 4, vilket innebär att vattnet flödar genom totalt 4 vattendrag innan det når havet efter 266 kilometer. Avrinningsområdet består mestadels av skog (64 procent) och sankmarker (35 procent). Avrinningsområdet har 0,13 kvadratkilometer vattenytor vilket ger det en sjöprocent på 1,4 procent.